# Боровские
Боровские — деревня в Горайской волости Островского района Псковской области.
Расположена южнее Горохового озера, в 10 км к югу от города Остров и в 13 км к северо-западу от волостного центра, села Крюки.

## Население
| 2001 | 2002 | 2010 |
| ---- | ---- | ---- |
| 32   | ↘27  | ↘12  |

Численность населения деревни по состоянию на 2000 год составляла 32 человека.

## История
До 3 июня 2010 года деревня входила в состав ныне упразднённой Синерецкой волости с центром в д.Гривы.